# Modré krídla Slovan
A Modré krídla Slovan egy szlovák jégkorongcsapat volt Pozsonyban. A klub a másodosztályú TIPOS Slovenská hokejová ligában játszott a HC Slovan Bratislava betétcsapataként.

## Története
A klubot 2021-ben alapították miután a Szlovák Jégkorongszövetség engedélyezte a HC Slovan Bratislava csapatának, hogy licencet kapva egy betétcsapatot működtessen a másodosztályban. A klub a saját nevelésű játékosok fejlesztésére jött létre, ezért a csapat keretében majdnem csak az akadémiában nevelkedett játékosok szerepelnek.
2024 augusztusában a klub vezetése pénzügyi okokra hivatkozva bejelentette, hogy nem indítják a csapatot a másodosztály 2024-25-ös szezonjában, és egyúttal megszüntetik a klubot.

## Statisztikák
| Főszezon | Főszezon | Főszezon | Főszezon | Főszezon | Főszezon | Főszezon | Főszezon | Főszezon | Rájátszás                                      | Rájátszás                         | Rájátszás | Rájátszás |
| Szezon   | LM       | GY       | GY. H.   | V. H.    | V        | G        | P        | Helyezés | Nyolcaddöntő                                   | Negyeddöntő                       | Elődöntő  | Döntő     |
| -------- | -------- | -------- | -------- | -------- | -------- | -------- | -------- | -------- | ---------------------------------------------- | --------------------------------- | --------- | --------- |
| 2021–22  | 45       | 13       | 6        | 4        | 22       | 115-147  | 55       | 10.      | Győzelem a HK 95 Považská Bystrica ellen (3-1) | Vereség a Vlci Žilina ellen (0-4) | -         | -         |
| 2022–23  | 46       | 18       | 4        | 7        | 17       | 126-131  | 69       | 6.       | -                                              | Vereség HC 19 Humenné ellen (2-4) | -         | -         |
| 2023–24  | 46       | 19       | 3        | 4        | 20       | 133-119  | 67       | 7.       | Győzelem az AquaCity Pikes ellen (3-1)         | Vereség a HC Prešov ellen (0-4)   | -         | -         |